# Yao (popolo asiatico)
Gli yao (in cinese 瑤族T, 瑶族S, YáozúP; in vietnamita người Dao), chiamati anche mien o dao,  sono un gruppo etnico che vive principalmente in Cina e Vietnam. Comunità minori di yao si trovano in Laos, Birmania e Thailandia.
Formano uno dei 56 gruppi etnici riconosciuti ufficialmente dalla Repubblica popolare cinese e uno dei 54 gruppi riconosciuti dal governo vietnamita. Vivono principalmente nelle zone di montagna al confine tra la Cina sud-occidentale ed il Vietnam. Nell'ultimo censimento, ne sono stati contati 2.637.421 in Cina e sono approssimativamente 470.000 nel Vietnam.

## Gruppi e lingue
Gli yao si dividono in vari gruppi che parlano lingue tra loro diverse e riconducibili a tre diversi ceppi: il hmong mien, il tai kadai ed il cinese:
- Lingue hmong-mien
  - Lingue mien (in cinese: miǎnyǔ 勉语)
    - Lingue mian-jin:
      - Lingua iu mien, parlata da 818,685 persone (383 000 in Cina, 350 000 in Vietnam, 40 000 in Thailandia, 20 250 in Laos, 70 000 inegli Stati Uniti)[1]
      - Lingua kim mun (conosciuta anche come Lanten), parlata da più di 300 000 Yao[2]
      - Lingua biao mon, parlata da 20 000 persone[3]

    - Lingua dzao min, parlata da 60 000 persone[4]
    - Lingua biao-jiao mien, parlata da 43 000 persone[5]

  - Lingue hmong o miao:
    - lingua bu-nao bunu, parlata da 258 000 persone[6]
    - Lingua wunai bunu, parlata da 18,442 persone[7]
    - Lingua younuo bunu, parlata da 9,716 persone[8]
    - Lingua jiongnai bunu, parlata da 1,078 persone[9]
    - alcuni linguisti raggruppano le lingue hmong - per un totale di 287 000 persone - insieme ai vari dialetti della lingua bunu (bùnǔyǔ 布努语).
- Lingue tai-kadai
  - Lingua lakkia (lājiāyǔ 拉珈语), parlata da 12 000 persone[10]
  - Lingua zhuang, parlata da 100 000 bunu
- Lingua cinese
  - circa 500 000 yao parlano dialetti cinesi.

Oltre che in Cina, le popolazioni yao vivono anche nel Vietnam del Nord (dove sono denominati Dao), nel Laos del Nord, in Thailandia del Nord ed in Birmania. Ci sono circa 60.000 yao in Thailandia del Nord, dove sono una delle sei tribù principali del paese. Ci sono inoltre molti rifugiati yao negli Stati Uniti, principalmente provenienti dagli altopiani del Laos che parlano la lingua iu mien.
Un gruppo di 61.000 persone dell'isola cinese meridionale di Hainan parla la lingua kim mun degli yao, ma sono ufficialmente riconosciuti come hmong dal governo cinese. Altre 139.000 persone che parlano lingue kim mun vivono nelle province cinesi dello Yunnan e del Guangxi e 174.500 nel nord del Laos e nel Vietnam.
I bunu si autodefiniscono anche nuox, buod nuox, dungb nuox o, secondo la loro denominazione ufficiale, yaof zuf.
Soltanto 258.000 dei 439.000 categorizzati come bunu nel censimento 1982 parlano la lingua bunu; 100.000 parlano lo zhuang e 181.000 parlano il cinese e il bouyei.

## Religione
Sebbene alcuni yao pratichino una religione basata sul Taoismo cinese medioevale, molti si siano convertiti al Buddhismo Theravada ed alcuni al Cristianesimo, la maggior parte degli yao conserva le proprie credenze basate sull'Animismo.